# Equilíbrio radiativo
Equilíbrio radiativo é o termo usado na ecologia, que significa o fenômeno atmosférico da mostragem adequado entre a radiação que vem do espaço e a radiação que vai para o espaço.